# Pølsehorn (indbagt pølse)
 Denne artikel omhandler en indbagt pølse. Opslagsordet har også en anden betydning, se pølsehorn.
Pølsehorn er et indbagt stykke pølse. Dejen kan dække hele pølsen men kan også vikles omkring pølsen således at pølsen kan ses i begge ender. Brøddejen vikles om pølsen, før pølse og dej bages sammen. Der anvendes normalt en let sødlig gærdej af hvedemel, men andre versioner kendes også. Der findes f.eks. opskrifter med grovere brød end hvedebrødet. Der er eksempelvis opskrifter som bruger grahamsmel, havregryn, og i stedet for pølser af svinekød kan andre pølser også bruges, f.eks. kyllingepølser eller vegetariske pølser, som et alternativ til de traditionelle pølsehorn.

## Historie
Pølsehorn er almindelige i flere dele af verden men laves på forskellig måde. I Asien bruges kyllingepølser, mens der i eksempelvis Danmark bruges pølser med svinekød.

### Danmark
Pølsehorn er en velkendt ret i Danmark og er særlig populær i børnefødselsdage og i børns madpakker. Man kan også købe en slags pølsehorn som fastfood.

#### Konflikter pga. svinekødspølse i pølsehorn
Brugen af svinekød har til tider givet anledning til konflikter og debat, da pølsehorn med svinekødspølser er populært til børnefødselsdage og muslimske børn ikke må spise svinekød på grund af deres religion. En mor havde inviteret hele klassen i børnefødselsdag og havde skrevet til en mor til et muslimsk barn, at de ville få pølsehorn med svinekød, og at det måske var bedst, at barnet tog sin egen mad med. Det blev moderen til det muslimske barn meget fortørnet over og startede en debat. Hun havde foreslået, at de lavede pølsehorn med kyllingekød, som alle børnene kunne spise.

### Storbritannien
Det vides ikke sikkert, hvornår pølsebrød blev almindelige i Storbritannien, men man ved at arbejdere i England spiste pølsebrød i 1600-tallet, da det var nemt at tage med sig og var en god måde at få et hurtigt og nærende måltid mad. De første skriftlige kilder i England med en opskrift på det som på engelsk kaldes "pigs in blankets" er Betty Crockers bog “Cooking for Kids” fra 1957.

### Pølsehorn - Pigs in a blanket i USA
I USA bruges begrebet Pigs in a blanket typisk om hotdog-pølser i croissant-ruller men bruges også om Wienerpølser eller coctailpølser pakket ind i kiksedej, pandekager eller croissant-dej og bages. Dejen kan være hjemmelavet, men det er mere almindeligt at bruge dej fra dåse.

### Klobasnek
En klobasnek (flertalsform: klobasniky) er et pølsehorn af tjekkisk oprindelse. En klobasnek menes ofte at være en variation kolach (koláče); men de fleste tjekkere skelner mellem den kendsgerning, at kolache kun er fyldte med fyld, der ikke består af kød. Kolache kom til USA med tjekkiske immigranter, mens klobasniky føst blev lavet af tjekkere som bosatte sig i Texas.
Klobasniky ligner pølsehorn (i USA kaldt pigs in a blanket) men indpakkes i kolach dej. Traditionelt blev klobasniky kun fyldte med pølser, men efter at de er blevet en populær ret i USA, er andre ingredienser tilføjet, f.eks. skinke, ost og peberfrugt som bruges sammen med eller i stedet for pølse.